# Concejo Municipal de Maracaibo
El Concejo Municipal del Municipio Maracaibo es el órgano legislativo del municipio  ubicado en el Estado Zulia en Venezuela. Este concejo se encarga de regular y legislar sobre asuntos locales, promoviendo el desarrollo y bienestar de la comunidad marabina.

## Sede del Concejo Municipal
La sede del Concejo Municipal de Maracaibo se ubica entre la avenida 4 y la avenida 5 "Urdaneta". Frente al concejo, se encuentra la plaza Bolívar a su lado derecho.

## Composición actual
La composición del Concejo está formada por trece (13) concejales, de los cuales se selecciona un presidente y dos vicepresidentes entre los mismos concejales electos. Los cargos de secretaria y subsecretaria no están directamente vinculados al Concejo Municipal, pero estos puestos son designados o destituidos por la decisión mayoritaria de los miembros de la cámara municipal. En el día de la elección popular, los concejales son elegidos de dos maneras: parroquial (Circunscripcional) y Municipal (Lista). 

Asimismo, el concejo se organiza en comisiones de trabajo para las diferentes áreas que determine la legislatura.
| 10 | 1 | 1 | 1   |
|    |   |   | UNT |

| Concejales:               | Partido Político/Alianza           |
| ------------------------- | ---------------------------------- |
| Jessy Gascón Solano       | PSUV                               |
| Luis Morillo Barroso      | PSUV                               |
| Victor Arrieta García     | PSUV                               |
| Alexis Maduro Silva       | PSUV                               |
| Maritza Henríquez Merchan | PSUV                               |
| Desiree Fernández Parra   | PSUV                               |
| Judith Colman Cuenca      | PSUV                               |
| Angie Bracho Pedrozo      | PSUV                               |
| Maria Arcaya Torres       | PSUV                               |
| Marcos Ruíz Colmenares    | PSUV                               |
| Agler Fernández Socorro   | (Representación Indígena / CONIVE) |
| José Bermúdez             | ÚNICA                              |
| Yineska Contreras Villa   | UNT                                |

## Junta Directiva
| Período 2021 - 2025     | Período 2021 - 2025     | Período 2021 - 2025           | Período 2021 - 2025           | Período 2021 - 2025 | Período 2021 - 2025 |
| Período                 | Presidencia             | Primera Vicepresidencia       | Segunda Vicepresidencia       | Secretaría          | Subsecretaría       |
| ----------------------- | ----------------------- | ----------------------------- | ----------------------------- | ------------------- | ------------------- |
| 03/12/2021 - 03/01/2022 | Eduardo Vale (VP / MUD) | Yineska Contreras (UNT / MUD) | Yineska Contreras (UNT / MUD) | Danilo Naranjo      | Luis José Mendoza   |
| 03/01/2022 - 09/01/2023 | Eduardo Vale (VP / MUD) | Yineska Contreras (UNT / MUD) | Jaime Buelvas (AD)            | Danilo Naranjo      | Luis José Mendoza   |
| 09/01/2023 - 09/01/2024 | Jose Bermúdez (PJ/MUD)  | Elizabeth Martínez (VP / MUD) | Juan Urdaneta (UNT / MUD)     | Danilo Naranjo      | Luis José Mendoza   |
| 09/01/2024 - 09/01/2025 | Jose Bermúdez (PJ/MUD)  | Elizabeth Martínez (VP / MUD) | Juan Urdaneta (UNT / MUD)     | Danilo Naranjo      | Luis Pacheco        |
| 09/01/2025 - 06/08/2025 | Omar Molina (Ind.)      | Yineska Contreras (UNT / MUD) | Jaime Buelvas (AD)            | Danilo Naranjo      | Liven Bracho        |

| Período 2025 - 2029  | Período 2025 - 2029 | Período 2025 - 2029     | Período 2025 - 2029     | Período 2025 - 2029 | Período 2025 - 2029 |
| Período              | Presidencia         | Primera Vicepresidencia | Segunda Vicepresidencia | Secretaría          | Subsecretaría       |
| -------------------- | ------------------- | ----------------------- | ----------------------- | ------------------- | ------------------- |
| 06/08/2025 - 01/2026 | Jessy Gascón (PSUV) | Luis Morillo (PSUV)     | Judith Colman (PSUV)    | Edwin Batista       | Eudomar Guerrero    |

## Composición histórica
Período 1989 - 1992
| Concejales:           | Partido político / Alianza |
| --------------------- | -------------------------- |
| Joaquin Chaparro      | COPEI                      |
| Alcibiades Castro     | COPEI                      |
| Leandro Neuman        | COPEI                      |
| Luis Parodi           | COPEI                      |
| José Torres           | COPEI                      |
| Guillermo Castellanos | COPEI                      |
| Freddy Araujo         | COPEI                      |
| Santiago Garibaldi    | AD                         |
| Jesús Luzardo         | AD                         |
| María Hernández       | AD                         |
| Rodolfo Álvarez       | AD                         |
| Luis Camacho          | AD                         |
| José Nava             | MAS                        |
| Arsenio Bermúdez      | MAS                        |
| Jhonny Durán          | MAS                        |
| Segundo Chirinos      | MAS                        |
| Ender Hernández       | MAS                        |

Período 1992 - 1995
| Concejales:           | Partido político / Alianza |
| --------------------- | -------------------------- |
| Joaquin Chaparro      | COPEI                      |
| Nelida Aguirre        | COPEI                      |
| Marcos Albornoz       | COPEI                      |
| Kenic Navarro         | COPEI                      |
| Carmen Fernández      | COPEI                      |
| Guillermo Castellanos | COPEI                      |
| Jesús Romero          | COPEI                      |
| José Perela           | COPEI                      |
| Juan Rivas            | COPEI                      |
| Delfín González       | COPEI                      |
| José Torres           | COPEI                      |
| Horacio Marín         | AD                         |
| Carlos Medina         | AD                         |
| Nora Herrera          | AD                         |
| María Hernández       | AD                         |
| Freddy Luque          | MAS                        |
| José Barrientos       | MAS                        |

Período 1995 - 2000
| Concejales:          | Partido político / Alianza |
| -------------------- | -------------------------- |
| Horacio Marín        | AD                         |
| Exio Medrano         | AD                         |
| Jesus Luzardo        | AD                         |
| Eglis García         | AD                         |
| Maris Urdaneta       | AD                         |
| Julio Urribarri      | AD                         |
| Balbino García       | AD                         |
| Alvaro Sánchez       | AD                         |
| Javier Perozo        | AD                         |
| Joaquin Chaparro     | COPEI                      |
| Guillermo Carrasquel | COPEI                      |
| Susana de Cuenca     | COPEI                      |
| Freddy Luque         | MAS                        |
| Gregrorio Rodríguez  | MAS                        |
| Rafael Araujo        | MAS                        |
| Adaulfo Carrasquero  | LCR                        |
| Orlando Reina        | LCR                        |

Período 2000 - 2005
| Concejales        | Partido Político/Alianza  |
| ----------------- | ------------------------- |
| Eglis Garcia      | UNT                       |
| Balmore Rodríguez | UNT                       |
| Jesús Luzardo     | UNT                       |
| Angel Monagas     | UNT                       |
| Daniel Ponne      | UNT                       |
| Ada Raffalli      | UNT                       |
| Sayde Sanso       | MVR                       |
| Raiza Muñoz       | MVR                       |
| Arnoldo Olivares  | MVR                       |
| Williams Ceballo  | MVR                       |
| Martin Albarran   | MVR                       |
| Maris Urdaneta    | AD                        |
| Inés Lopez        | (Representación Indígena) |

Período 2005 - 2013
| Concejales:        | Partido Político/Alianza  |
| ------------------ | ------------------------- |
| Jacqueline Romero  | UNT                       |
| Balmore Rodríguez  | UNT                       |
| Jesus Luzardo      | UNT                       |
| Maris Urdaneta     | UNT                       |
| Daniel Ponne       | UNT                       |
| Gerardo Antunez    | UNT                       |
| Ada Raffalli       | UNT                       |
| Juan Pablo Guanipa | PJ                        |
| Emerita Urdaneta   | AD                        |
| Jairo Bao          | MVR                       |
| Henry Ramírez      | MVR                       |
| Egda Vilchez       | MVR                       |
| Inés Lopez         | (Representación Indígena) |

Período 2013 - 2018:
| Concejales:         | Partido Político/Alianza  |
| ------------------- | ------------------------- |
| Leonardo Fernández  | MUD                       |
| Carlos Faría        | MUD                       |
| Jorge Luis González | MUD                       |
| Carlos Armijo       | MUD                       |
| Ada Rafalli         | MUD                       |
| Manuel García       | MUD                       |
| Maris Urdaneta      | MUD                       |
| Orlando Chacón      | MUD                       |
| Elodia Petit        | PSUV                      |
| Marnic Gamez        | PSUV                      |
| Sixta Piña          | PSUV                      |
| José Sierra         | PSUV                      |
| Egda Vilchez        | PSUV                      |
| Inés López          | (Representación Indígena) |

Período 2018 - 2021
| Concejales:       | Partido Político/Alianza  |
| ----------------- | ------------------------- |
| miriam Ruíz       | PSUV                      |
| Marelys Hernández | PSUV                      |
| Segundo Nolaya    | PSUV                      |
| Marnic Gámez      | PSUV                      |
| Jose Sierra       | PSUV                      |
| Enrique Bastidas  | PSUV                      |
| Maria Arcaya      | PSUV                      |
| Jacqueline Pirela | PSUV                      |
| Junior Colina     | PSUV                      |
| Enmanuel Pulgar   | PSUV                      |
| Jessy Gascón      | PSUV                      |
| Gerad Hernández   | PSUV                      |
| Arly González     | (Representación Indígena) |

Periodo 2021-2025
| Concejales:        | Partido Político/Alianza         |
| ------------------ | -------------------------------- |
| Orlando Chacón     | PJ / MUD                         |
| Daniel Ponne       | PJ / MUD                         |
| Elizabeth Martínez | VP / MUD                         |
| Eduardo Vale       | VP / MUD                         |
| Juan Urdaneta      | UNT / MUD                        |
| Yineska Contreras  | UNT / MUD                        |
| Jaime Buelvas      | AD                               |
| José Bermúdez      | ÚNICA                            |
| Omar Molina        | Ind.                             |
| Jose Sierra        | PSUV                             |
| Jessy Gascón       | PSUV                             |
| Daniela Bravo      | Partido Verde de Venezuela       |
| Arly González      | (Representación Indígena / PSUV) |

## Presidentes del Concejo Municipal
| N.º | Periodo   | Presidente                    |
| --- | --------- | ----------------------------- |
| 1.  | 1958      | Noel Vidal Bellorin           |
| 2.  | 1959      | Luis Vera Gómez               |
| 3.  | 1959      | Carmelo Urdaneta              |
| 4.  | 1961-1963 | Efimio Montiel Parra          |
| 5.  | 1964-1965 | Manuel Méndez Fuenmayor       |
| 6.  | 1969      | Ciro Perozo Zambrano          |
| 7.  | 1970-1971 | Lorenzo Garcia Tamayo         |
| 8.  | 1971-1973 | Numa Márquez Garcia           |
| 9.  | 1974      | Armando Chumacero             |
| 10. | 1975      | Miguel Govea Leiniger         |
| 11. | 1976      | Victor Caldera Faria          |
| 12. | 1977-1979 | Balmiro León Fernández        |
| 13. | 1980      | Silvestre Manzanilla          |
| 14. | 1981      | Gregorio Coello               |
| 15. | 1982-1983 | Silvestre Manzanilla          |
| 16. | 1983-1984 | Rafael Segundo Romero         |
| 17. | 1984      | Felipe Hernández              |
| 18. | 1985-1989 | Elio Mavárez                  |
| 19. | 1990      | Mario Alberto Jolley Huerta   |
| 20. | 1996-1998 | Jesús Luzardo Roo             |
| 21. | 2000      | Jesús Luzardo Roo             |
| 22. | 2004-2005 | Daniel Ponne                  |
| 23. | 2006      | Maris Yuli Urdaneta Bracho    |
| 24. | 2008      | Ada Raffalli                  |
| 25. | 2009      | Daniel Ponne                  |
| 26. | 2009-2010 | Emérita Urdaneta Paris        |
| 27. | 2010-2013 | Jesús Luzardo Roo             |
| 28. | 2014      | Ada Raffalli                  |
| 29. | 2015      | Maris Yuli Urdaneta Bracho    |
| 30. | 2016      | Carlos Andrés Faria           |
| 31. | 2017      | Leonardo Fernández            |
| 32. | 2018      | Carlos Armijo                 |
| 33. | 2019-2020 | Jessy Leys Gascón             |
| 34. | 2021      | José Rafael Sierra Irahola    |
| 35. | 2022      | Eduardo Enrique Vale Cubillán |
| 36. | 2023-2024 | José Trinidad Bermudez        |
| 37. | Ene 2025  | Omar Molina                   |
| 38. | Ago 2025  | Jessy Leys Gascón             |